# 小幡町
小幡町（おばたまち）は群馬県の南西部、甘楽郡に属していた町。現在の甘楽町の中心地区。

## 地理
- 河川：雄川

## 歴史
- 1889年（明治22年）4月1日 町村制施行により、小幡村、上野村、轟村、国峰村、善慶寺村が合併し、北甘楽郡小幡村が成立する。
- 1925年（大正14年）5月10日 小幡村が町制施行し小幡町となる。
- 1950年（昭和25年）4月1日 北甘楽郡が甘楽郡と改称する。
- 1955年（昭和30年）3月16日 秋畑村と新設合併し、新たに小幡町となる。
- 1959年（昭和34年）2月1日 福島町の一部、新屋村と合併し甘楽町となる。